# 戸川秀安
富川 秀安／戸川 秀安（とがわ ひでやす）は、戦国時代から安土桃山時代にかけての武将。宇喜多氏の家臣。通称は平助、平右衛門尉、肥後守。諱は初めは正利。また通安とも。正室は鷹取備中守の妹。子に戸川達安、戸川正安（達安の次男と同名）、戸川勝安、坂崎直盛室。
なお、本来の名字の表記は「富川」であり、「戸川」と表記するようになったのは、子の達安の代からである。
また、「秀安」という諱について、江戸時代後期に編纂された『寛政重修諸家譜』では、天正13年（1585年）に豊臣秀吉から従五位下・肥後守に叙任された際に「秀」の一字拝領を受けたとしているが、天正4年（1576年）に秀安が毛利氏の諸将と共に第一次木津川口の戦いに従軍して織田氏と戦った際に作成された連署注進状で既に「富川平右衛門尉秀安」と署名していることから、諱の「秀」の字は豊臣秀吉とは無関係である。

## 出自
秀安の出自には2説あり、いずれも一定の支持を受けている。

### 門田氏説
『戸川家系譜』などがこの説を採っている。父は備後国の国人である門田某とされるが、早くに父が死去したことで母と共に美作国へ移り、姉婿である富川禅門の許へ寄寓した。まもなく母が備前福岡に逃れていた宇喜多興家の子（忠家ら）の乳母として奉公したことから、秀安も宇喜多直家に仕えるようになった。

### 宇喜多能家妾腹説
『寛政重修諸家譜』などはこの説を採っている。父は宇喜多能家の妾腹の子である定安で、家臣の富川正実の元に養子に出されたといわれる。能家が島村盛実らに襲撃された際に、美作国に在した正実の兄である富川禅門の元に逃れ、後に母が備前福岡に逃れていた宇喜多興家の子（忠家ら）の乳母として奉公したことから、秀安も宇喜多直家に仕えるようになった。

## 生涯
天文7年（1538年）に生まれる。
母が備前福岡で宇喜多直家の弟（忠家・春家）の乳母であった関係で、直家が乙子城主となった天文14年（1545年） 頃から小姓として仕えはじめ、永禄9年（1566年）、三村家親の弔い合戦と称して三村五郎兵衛が寡兵を率いて、備前に攻め入ったときに、宇喜多忠家らとともに迎え討っている姿が見える。その後は三村氏や毛利氏らとの戦いにたびたび出陣し、武功を立てた。
元亀元年（1570年）、直家が謀略により金光宗高を切腹させた後の石山城（岡山城）の接収を馬場職家とともに執り行った。
天正3年（1575年）には常山城主となり、2万5千石を領して、宇喜多氏随一の有力家臣となっていた。
天正4年（1576年）7月13日の第一次木津川口の戦いでは宇喜多水軍を率いて、石山本願寺に兵糧を運び込む毛利方として参戦し、戦後の7月15日に毛利軍の木梨元恒、村上吉充、生口景守、児玉就英、村上武満、粟屋元如、井上春忠、包久景勝、桑原元勝、村上景広、香川広景、村上吉継、乃美宗勝、村上元吉と共に連名で児玉元良、児玉春種、岡就栄に対し、木津川口の戦いについての報告をしている。
岡家利や長船貞親と並ぶ宇喜多三老の一人であったが、直家の信任は三老の中で最も厚かったといわれており、直家の晩年頃から宇喜多氏の国政を任されたが、直家の死後は家督を嫡男の戸川達安に譲って隠居し、友林と号した。
慶長2年（1597年）9月6日に死去。享年60。墓所は岡山県玉野市宇藤木の常山麓にある友林堂。法名は「自任斎枋授友林居士」。